# کامران داروغه
ابوالقاسم داروغه کاظم با نام هنری کامران داروغه (زادهٔ ۱۴ فروردین ۱۳۲۱ در تهران درگذشت ۱۴ فروردین ۱۳۸۴ تهران) نوازنده کمانچه بود. او علاوه بر نوازندگی کمانچه به سبک موسیقی کلاسیک ایرانی، فوت و فن‌های موسیقی مطربی قدیم را هم خوب می‌شناخت و گاه به تفنن قطعاتی در آن مایه‌ها می‌نواخت.
- در بخش جنبی آیین سومین «سال نوای موسیقی ایران» از آلبوم موسیقی «نوایی دیگر» اثر «کامران داروغه» که به کوشش «علی تفرشی» تنظیم شده‌است، رونمایی شد.[۲]